# Королівство Арауканія та Патагонія
Королівство Арауканія і Патагонія (фр. Royaume d'Araucanie і de Patagonie; іноді називають Нова Франція) — ефемерне державне утворення, створене в 1860 році французьким адвокатом і авантюристом Орелі Антуаном де Тунаном на півдні Південної Америки (у східній частині Патагонії і Арауканії). Хоча Антуан де Туна і оголосив про створення невизнаної держави, але реальний суверенітет країна мала протягом невеликого періоду часу, завдяки союзам з деякими вождями (лонки), переважаючого в цих місцях індіанського народу мапуче, на деяких територіях Арауканії, які нині входять до складу Чилі. В цей час місцеве індіанське населення було залучено до збройної боротьби, щоб зберегти свою незалежність перед обличчям ворожого військового та економічного вторгнення (Завоювання пустелі, Умиротворення Арауканії), вчиненого урядами Чилі і Аргентини, які прагнули отримати землю для збільшення свого сільськогосподарського потенціалу.
Під час відвідування Арауканії в 1860 році де Туна висловив свою солідарність з боротьбою народу мапуче, і група Лонки (верховних вождів племен мапуче) обрала його своїм королем — будучи переконаними, що їх боротьба стане успішнішою за участю європейця, який буде представляти їх інтереси і діяти від їх імені. Королівство Арауканія було проголошено Орелі Антуаном де Тунаном 16 листопада 1860 року, незабаром була прийнята конституція країни, а 20 листопада було оголошено про «приєднання» Патагонії. Де Туна після цього приступив до створення уряду, оголосив столицею країни місто Перкенко, придумав триколірний прапор з синьою, білою і зеленою смугами і навіть викарбував монети країни з написом  Nouvelle France  (Нова Франція).
Його зусилля, спрямовані на міжнародне визнання держави мапуче, були зірвані чилійським і аргентинським урядами, які його заарештовували, ув'язнювали і кілька разів депортували на батьківщину. Передбачається, що саме проголошення де Тунаном Королівства Арауканія і Патагонія призвело до початку активної фази чилійської кампанії по окупації Арауканії. Президент Чилі Хосе Хоакін Перес уповноважив Корнеліо Сааведра Родрігеса, головнокомандувача чилійськими військами в арауканській кампанії, захопити де Туна. Де Туна не отримав подальшого покарання, оскільки вважався божевільним, і був переданий чилійськими і аргентинськими властями в божевільню в Чилі. «Король» Орелі-Антуан де Туна помер в повному зубожінні у Франції в 1878 році після декількох років безплідної боротьби за відновлення своєї «законної» влади над «завойованим» ним королівством. Історики Саймон Кольє і Вільям Сейтер вважають створення Королівства Арауканія і Патагонія «цікавим і напівкомічним епізодом».
Французький продавець шампанського Гюстав Лавард під враженням від цієї історії вирішив пред'явити свої права на вакантний трон після смерті де Туна під ім'ям Ахіллеса I. Він став спадкоємцем «престолу» де Туна.
Нащадки першого короля претендують на «трон» Арауканії і Патагонії донині. Сучасний наступник першого арауканського короля, принц Філіп, живе у Франції і відмовився від претензій свого попередника на королівство, але зберігає пам'ять про Орелі-Антуана і надає постійну підтримку сьогоднішній боротьбі індіанців мапуче за самовизначення. Він організував чеканку серійних пам'ятних монет Королівства з мельхіору, срібла, золота та паладію з 1988 року. Згодом Філіп, він же Філіп Бойра, все ж знову висунув претензії на свій титул. Офіційно Королівство Арауканія і Патагонія не існує, але народ мапуче досі відстоює свої права на територію, і, як і нащадки першого короля, періодично пред'являють свої претензії на престол. Але поки ці спроби не увінчалися успіхом.